# ゼフィール (食品)
ゼフィール（ロシア語: зефи́р、ラテン文字：zefir、zephyr、zephir）はロシアで主に作られているマシュマロに似た柔らかい菓子である。

## 概要
ゼフィールは泡立てた果物やベリーのピューレ（ほとんどの場合リンゴのピューレを用いる）に砂糖と卵白を合わせて作るが、さらにペクチンや寒天、ゼラチンのような増粘安定剤を加えて作ることもある。
ゼフィールは一般に旧ソビエト連邦に含まれていた国・地域において生産、販売されている。菓子の名前はギリシアの西風の神ゼピュロスから取られているが、名前はフワフワとして柔らかい菓子の外見から名付けられている。
ゼフィールは、その柔らかさについてはマシュマロ、ドイツのショコクス、イスラエルのクレンボといった菓子と似た特徴を持っている。ゼフィールは同じくロシアの菓子であるパスチラ（пастила）から派生した菓子であるが、卵白から作る泡状物質を加えている点が異なる。この泡状物質はメレンゲに似ているが、商業的に作成されるメレンゲとは違い、パリパリとしてはいない。通常、白もしくは桃色をしている。

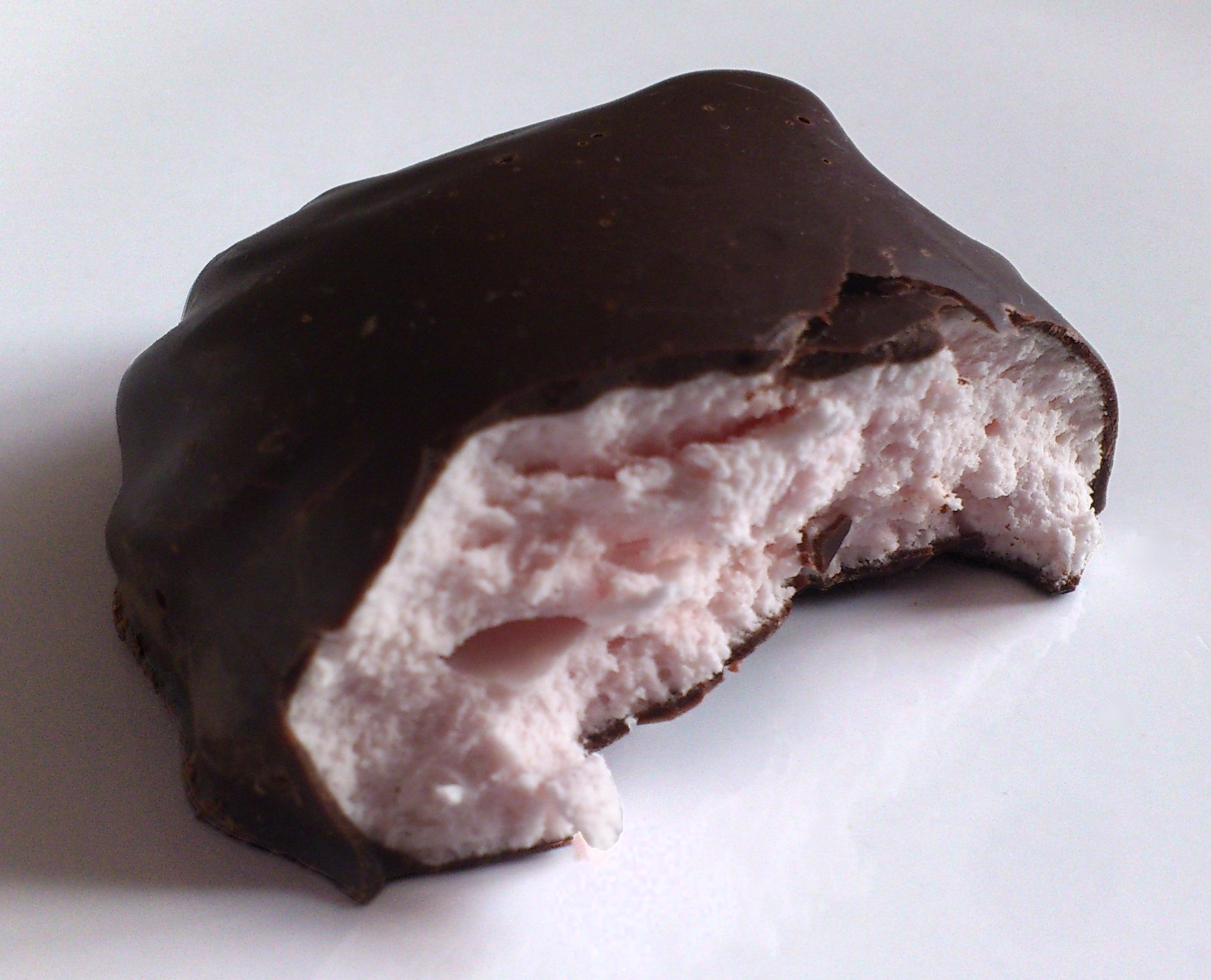
チョコレートでコーティングされたゼフィール

チョコレートでコーティングされたゼフィールも広く販売されている。チョコレートでコーティングされた他のマシュマロに似た菓子とは異なり、チョコレートでコーティングされたゼフィールの中にはビスケット層は通常含まれていない。